# Marcello Fonte
Marcello Fonte (ur. 7 listopada 1978 w Melito di Porto Salvo) – włoski aktor filmowy, teatralny i telewizyjny.

## Życiorys
Pochodzi z rolniczej rodziny. W wieku 10 lat zaczął grać na werblach. W 1999 przeniósł się do Rzymu, gdzie jego brat zaangażował go do sztuki teatralnej. Od tego momentu zaczął grać niewielkie role filmowe i teatralne; zagrał m.in. epizody w Gangach Nowego Jorku czy Nieuczciwej konkurencji.
W 2011 zagrał w filmie Ciało niebieskie w reżyserii Alice Rohrwacher. Cztery lata później wystąpił w filmie Asino vola, którego był współreżyserem, a w 2016 – w serialu La mafia uccide solo d'estate. W 2017 zagrał w filmie Intruz, a w 2018 - w Io sono tempesta.
Przełomem w jego karierze okazała się rola psiego fryzjera w filmie Dogman (2018) Matteo Garrone. Za kreację tę zdobył nagrodę dla najlepszego aktora na 71. MFF w Cannes, Europejską Nagrodę Filmową oraz nagrodę Nastro d’argento. Rolę w tym filmie otrzymał przypadkiem – pracował jako opiekun w centrum społecznym, gdzie przyglądał się próbom teatralnym byłych więźniów i kiedy jeden z nich zmarł, zajął jego miejsce, a reżyser filmu zaprosił grupę na casting.